# Bad Habits
"Bad Habits" é uma canção do cantor e compositor inglês Ed Sheeran. A faixa foi lançada em 25 de junho de 2021, pela Asylum Records UK, como o primeiro single de seu quinto álbum de estúdio, =.  A música marcou seu primeiro lançamento solo de um álbum em mais de quatro anos. A canção recebeu críticas mistas dos críticos musicais, que compararam seu som e estilo aos trabalhos do canadense The Weeknd, particularmente sua canção "Blinding Lights".
"Bad Habits" foi um sucesso comercial, alcançando o primeiro lugar em vários países. A canção foi bem-sucedida no Reino Unido e na Irlanda, onde a canção passou onze semanas consecutivas no topo da UK Singles Chart e da Irish Singles Chart. Nos Estados Unidos, a canção alcançou a posição número dois na Billboard Hot 100.

## Antecedentes e lançamento
Uma canção acústica mais lenta foi planejada para ser lançada como o primeiro single do quinto álbum de estúdio de Sheeran = . No entanto, quando as restrições em decorrência da pandemia do COVID-19 foram anunciados na Inglaterra no início de 2021, Sheeran escolheu para gravar "Bad Habits" e lançá-lo em seu lugar. "Eu estava tipo, 'Eu não sei se o mundo precisa de uma música acústica triste e lenta quando tudo está se abrindo'", disse Sheeran. Ele escreveu a música em janeiro de 2021 para "surpreender as pessoas" e "fazer algo totalmente diferente" do que se esperava dele.

## Recepção crítica
"Bad Habits" recebeu críticas mistas dos críticos. Alexis Petridis do The Guardian deu à música quatro de cinco estrelas, descrevendo-a como "um certo sucesso que está pronto para o The Weeknd". Nick Levine da NME deu à faixa três de cinco estrelas, chamando-a de "nem um fracasso nem um vencedor infalível", e comparou o estilo de som aos trabalhos de Bronski Beat, especialmente "Smalltown Boy". Adam White do The Independent foi menos impressionado, dando "o retorno empolado" dois de cinco estrelas. Quinn Moreland do Pitchfork ridicularizou a canção como" dolorosamente previsível ", escrevendo que aspira a Abel, mas se contenta com o anonimato".

## Vídeo musical
O vídeo musical de "Bad Habits" foi dirigido por Dave Meyers e filmado no Catford Centre em Catford, sudeste de Londres. Foi lançado em 25 de junho de 2021 no YouTube, onde teve mais de 140 milhões de visualizações em 3 de setembro de 2021. O vídeo retrata Sheeran como um vampiro em um terno rosa choque. O vídeo começa em um salão de beleza com Sheeran como um vampiro, murchando uma flor antes de voar pelas ruas cheias de caos. Ele se junta a vários outros monstros em fazer várias atividades em meio à multidão em pânico, incluindo atacá-los para se divertir e distribuir um balão para uma criança monstro, até o sol começar a nascer. A maioria dos monstros se esconde, com alguns vaporizados pela luz do sol, exceto Sheeran, que se transforma de volta em um humano normal, tocando guitarra quando o vídeo termina. O conceito de vídeo recebeu comparações com "Thriller", de Michael Jackson.
Sheeran disse que queria que o vídeo "jogasse com a natureza dos hábitos de uma forma fantástica, então decidi pelos vampiros". Foi inspirado na letra da música e na série de televisão americana Buffy the Vampire Slayer.

## Performances ao vivo
Sheeran fez sua primeira apresentação ao vivo de "Bad Habits" em 28 de junho de 2021, no The Late Late Show com James Corden.  Em 30 de junho, Sheeran cantou a música no The One Show.